# Liste des pays et territoires par superficie

Cet article est une liste des États souverains classés en fonction de la surface totale de leur territoire, incluant les entités listées dans les standards ISO ISO 3166-1. Les chiffres représentent leur superficie totale, couvrant les terres et les eaux intérieures. Certaines entrées peuvent également comprendre les eaux marines internes (eaux côtières). Les mers territoriales, zones contiguës et les zones économiques exclusives ne sont pas incluses. Le total de toutes les terres du monde est de 148 940 000 km2 (près de 29,1 % de la surface de la Terre).
Tous les pays souverainement reconnus sont sur cette liste. Les revendications territoriales en Antarctique (qui fait 14 400 000 km2) et des entités comme l'Union européenne (qui fait 4 493 712 km2) n'ont pas été prises en compte dans la superficie totale des pays concernés. Les pays avec une reconnaissance limitée qui ne sont pas listés dans les ISO standard ISO 3166-1 n'ont pas été inclus, mais sont compris dans le pays dans lequel ils sont reconnus et sont indiqués dans les notes.
La superficie moyenne est de 698 130 km2 et 771 705 km2 si l'on compte l'Antarctique.

## Cartes

Pays selon la superficie (en km2).
Pays du monde avec intitulé en anglais selon les frontières de 2005.

## Pays ou territoires par leur superficie totale
Le tableau suivant est principalement basé sur les valeurs publiées annuellement par l'Organisation des Nations unies,. Certains territoires ne sont pas couverts par l'analyse de l'ONU, et les informations du CIA World Factbook sont alors notamment utilisées en complément.
| Rang   | Pays ou territoire                           | Superficie (km2)                             | % du total    | Commentaires |
| ------ | -------------------------------------------- | -------------------------------------------- | ------------- | --- |
| 1      | Russie                                       | 17 098 246 km2                               | 11,5 %        | Le premier pays du monde en superficie, situé à la fois en Asie et en Europe (sachant que la limite entre la Russie européenne et la Russie asiatique se situe au niveau de l'Oural). Héritière de l'Union soviétique qui était déjà le premier pays du monde (22 402 200 km2 en 1991). |
| 2 ou 4 | Canada                                       | 9 984 670 km2                                | 6,7 %         | Premier pays en superficie d'Amérique et de l'hémisphère ouest. |
| 3      | États-Unis,                                  | 9 833 517 km2                                | 6,4 %         | Inclut seulement les États américains et le District de Columbia (la capitale Washington). La surface indiquée exclut donc les territoires non incorporés, organisés ou non. |
| 2 ou 4 | Chine,                                       | 9 600 000 km2                                | 6,4 %         | Premier pays en superficie complètement en Asie. |
| 5      | Brésil                                       | 8 515 767 km2                                | 5,7 %         | Premier pays en superficie d'Amérique du Sud et de l'hémisphère sud. |
| 6      | Australie                                    | 7 692 024 km2                                | 5,2 %         | Premier pays d'Océanie en superficie, le premier parmi les pays entièrement situés dans l'hémisphère sud. |
| -      | Union européenne                             | 4 479 968 km2                                | 3,0 %         | |
| 7      | Inde                                         | 3 287 263 km2                                | 2,3 %         | |
| 8      | Argentine                                    | 2 780 400 km2                                | 2 %           | |
| 9      | Kazakhstan                                   | 2 724 902 km2                                | 1,8 %         | Premier pays en superficie parmi les pays sans accès à la mer et parmi ceux d'Asie centrale. |
| 10     | Algérie                                      | 2 381 741 km2                                | 1,6 %         | En superficie, le premier pays d'Afrique, du monde arabe (depuis 2011) et du bassin méditerranéen. |
| 11     | République démocratique du Congo             | 2 344 858 km2                                | 1,6 %         | Premier pays d'Afrique subsaharienne en superficie. |
| 12     | Danemark métropolitain                       | 42 921 km2                                   | 1,5 %         | Le royaume du Danemark est divisé en trois pays : le Danemark, le Groenland et les Îles Féroé, mais seul le Danemark métropolitain fait partie de l'UE. Le Groenland est la première île en superficie qui ne soit pas une masse continentale |
| 12     | Groenland                                    | 2 166 086 km2                                | 1,5 %         | Le royaume du Danemark est divisé en trois pays : le Danemark, le Groenland et les Îles Féroé, mais seul le Danemark métropolitain fait partie de l'UE. Le Groenland est la première île en superficie qui ne soit pas une masse continentale |
| 12     | Îles Féroé                                   | 1 393 km2                                    | 1,5 %         | Le royaume du Danemark est divisé en trois pays : le Danemark, le Groenland et les Îles Féroé, mais seul le Danemark métropolitain fait partie de l'UE. Le Groenland est la première île en superficie qui ne soit pas une masse continentale |
| 12     | Royaume du Danemark                          | 2 210 573 km2                                | 1,5 %         | Le royaume du Danemark est divisé en trois pays : le Danemark, le Groenland et les Îles Féroé, mais seul le Danemark métropolitain fait partie de l'UE. Le Groenland est la première île en superficie qui ne soit pas une masse continentale |
| 13     | Arabie saoudite                              | 2 206 714 km2                                | 1,4 %         | Premier pays du Moyen-Orient en superficie et deuxième du monde arabe. |
| 14     | Mexique                                      | 1 964 375 km2                                | 1,3 %         | |
| 15     | Indonésie                                    | 1 910 931 km2                                | 1,3 %         | Premier pays d'Asie du Sud-Est en superficie. |
| 16     | Soudan                                       | 1 861 484 km2                                | 1,3 %         | Le premier pays d'Afrique et du monde arabe en superficie, 2 505 813 km2, jusqu'à sa partition en 2011. |
| 17     | Libye                                        | 1 676 198 km2                                | 1,2 %         | |
| 18     | Iran                                         | 1 628 750 km2                                | 1,1 %         | |
| 19     | Mongolie                                     | 1 564 116 km2                                | 1,05 %        | |
| 20     | Pérou                                        | 1 285 216 km2                                | 0,86 %        | |
| 21     | Tchad                                        | 1 284 000 km2                                | 0,86 %        | |
| 22     | Niger                                        | 1 267 000 km2                                | 0,85 %        | |
| 23     | Angola                                       | 1 246 700 km2                                | 0,85 %        | |
| 24     | Mali                                         | 1 240 192 km2                                | 0,83 %        | |
| 25     | Afrique du Sud                               | 1 221 037 km2                                | 0,82 %        | |
| 26     | Colombie                                     | 1 141 748 km2                                | 0,76 %        | |
| 27     | Éthiopie                                     | 1 104 300 km2                                | 0,74 %        | |
| 28     | Bolivie                                      | 1 098 581 km2                                | 0,74 %        | |
| 29     | Mauritanie                                   | 1 030 700 km2                                | 0,69 %        | |
| 30     | Égypte                                       | 1 002 000 km2                                | 0,67 %        | |
| 31     | Tanzanie                                     | 947 303 km2                                  | 0,63 %        | |
| 32     | Nigeria                                      | 923 768 km2                                  | 0,62 %        | |
| 33     | Venezuela                                    | 912 050 km2                                  | 0,61 %        | |
| 34     | Namibie                                      | 824 116 km2                                  | 0,55 %        | |
| 35     | Mozambique                                   | 799 380 km2                                  | 0,54 %        | |
| 36     | Pakistan                                     | 796 095 km2                                  | 0,53 %-0,59 % | |
| 37     | Turquie                                      | 780 004 km2                                  | 0,53 %        | |
| 38     | Chili                                        | 756 102 km2                                  | 0,51 %        | |
| 39     | Zambie                                       | 752 612 km2                                  | 0,51 %        | |
| 40     | Birmanie                                     | 676 553 km2                                  | 0,45 %        | |
| 41     | France                                       | 672 051 km2 551 695 km2 (Métropole)          | 0,45 %        | La superficie de la France est la somme des groupes suivants : - la France métropolitaine (551 695 km2) ; - les départements et régions d'outre-mer (89 489 km2) comprenant : la Guadeloupe (1 628 km2), la Martinique (1 128 km2), la Guyane (83 846 km2), La Réunion (2 512 km2), Mayotte (375 km2) ; - les collectivités d'outre-mer comprenant : la Nouvelle-Calédonie (18 576 km2), la Polynésie française (4 167 km2), Saint-Pierre-et-Miquelon (242 km2), Wallis-et-Futuna (142 km2), Saint-Martin (53 km2), Saint-Barthélemy (21 km2) et les Terres australes et antarctiques françaises (TAAF) (7 659 km2, non comprise la Terre Adélie (432 000 km2)) ; - l'Île Clipperton (7 km2). Premier pays de l'Union européenne en superficie, mais seuls les DROM, la métropole et Saint-Martin font partie de l'UE. Le troisième d'Europe avec les territoires présents en Europe après la Russie et l'Ukraine. Ce total exclut les revendications sur la Terre Adélie en Antarctique (432 000 km2), ce qui totaliserait une superficie française de 1 104 051 km2 |
| 42     | Soudan du Sud                                | 658 841 km2                                  | 0,42 %        | |
| 43     | Afghanistan                                  | 652 864 km2                                  | 0,44 %        | |
| 44     | Somalie                                      | 637 657 km2                                  | 0,43 %        | |
| 45     | République centrafricaine                    | 622 984 km2                                  | 0,42 %        | |
| 46     | Ukraine                                      | 603 500 km2                                  | 0,41 %        | Plus grand pays uniquement en Europe. |
| 47     | Kenya                                        | 591 958 km2                                  | 0,39 %        | |
| 48     | Madagascar                                   | 587 295 km2                                  | 0,39 %        | |
| 49     | Botswana                                     | 582 000 km2                                  | 0,39 %        | |
| 50     | Yémen                                        | 527 968 km2                                  | 0,35 %        | |
| 51     | Thaïlande                                    | 513 120 km2                                  | 0,34 %        | |
| 52     | Espagne                                      | 505 944 km2                                  | 0,34 %        | |
| 53     | Turkménistan                                 | 488 100 km2                                  | 0,33 %        | |
| 54     | Cameroun                                     | 475 650 km2                                  | 0,32 %        | |
| 55     | Papouasie-Nouvelle-Guinée                    | 462 840 km2                                  | 0,31 %        | |
| 56     | Ouzbékistan                                  | 448 969 km2                                  | 0,30 %        | |
| 57     | Maroc                                        | 446 550 km2                                  | 0,30 %        | |
| 58     | Suède                                        | 438 574 km2                                  | 0,30 %        | |
| 59     | Irak                                         | 435 052 km2                                  | 0,29 %        | |
| 60     | Paraguay                                     | 406 752 km2                                  | 0,27 %        | |
| 61     | Zimbabwe                                     | 390 757 km2                                  | 0,26 %        | |
| 62     | Japon                                        | 377 930 km2                                  | 0,25 %        | |
| 63     | Allemagne                                    | 357 386 km2                                  | 0,24 %        | |
| 64     | République du Congo                          | 342 000 km2                                  | 0,23 %        | |
| 65     | Finlande                                     | 336 861 km2                                  | 0,23 %        | |
| 66     | Viêt Nam                                     | 330 967 km2                                  | 0,22 %        | |
| 67     | Malaisie                                     | 330 345 km2                                  | 0,22 %        | |
| 68     | Norvège                                      | 323 772 km2                                  | 0,22 %        | |
| 69     | Côte d'Ivoire                                | 322 462 km2                                  | 0,22 %        | |
| 70     | Pologne                                      | 312 679 km2                                  | 0,21 %        | |
| 71     | Oman                                         | 309 500 km2                                  | 0,21 %        | |
| 72     | Italie                                       | 302 073 km2                                  | 0,20 %        | |
| 73     | Philippines                                  | 300 000 km2                                  | 0,20 %        | |
| 74     | Burkina Faso                                 | 272 967 km2                                  | 0,18 %        | |
| 75     | Nouvelle-Zélande                             | 268 107 km2                                  | 0,18 %        | |
| 75     | Tokelau                                      | 12 km2                                       | 0,18 %        | |
| 76     | Gabon                                        | 267 668 km2                                  | 0,18 %        | |
| 77     | Sahara occidental                            | 266 000 km2                                  | 0,18 %        | L'administration est séparée entre le Maroc et de facto l'État partiellement reconnu indépendant République arabe sahraouie démocratique, les deux réclamant le territoire entier. |
| 78     | Équateur                                     | 257 217 km2                                  | 0,17 %        | |
| 79     | Guinée                                       | 245 836 km2                                  | 0,17 %        | |
| 80     | Royaume-Uni                                  | 242 495 km2                                  | 0,16 %        | |
| 81     | Ouganda                                      | 241 550 km2                                  | 0,16 %        | |
| 82     | Ghana                                        | 238 537 km2                                  | 0,16 %        | |
| 83     | Roumanie                                     | 238 391 km2                                  | 0,16 %        | |
| 84     | Laos                                         | 236 800 km2                                  | 0,16 %        | |
| 85     | Guyana                                       | 214 969 km2                                  | 0,14 %        | |
| 86     | Biélorussie                                  | 207 600 km2                                  | 0,14 %        | |
| 87     | Kirghizistan                                 | 199 949 km2                                  | 0,13 %        | |
| 88     | Sénégal                                      | 196 712 km2                                  | 0,13 %        | |
| 89     | Syrie                                        | 185 180 km2                                  | 0,12 %        | |
| 90     | Cambodge                                     | 181 035 km2                                  | 0,12 %        | |
| 91     | Uruguay                                      | 173 626 km2                                  | 0,12 %        | |
| 92     | Suriname                                     | 163 820 km2                                  | 0,11 %        | Dernier pays d'Amérique du Sud en superficie. |
| 93     | Tunisie                                      | 163 610 km2                                  | 0,11 %        | |
| 94     | Bangladesh                                   | 147 570 km2                                  | 0,10 %        | |
| 95     | Népal                                        | 147 181 km2                                  | 0,10 %        | |
| 96     | Tadjikistan                                  | 142 600 km2                                  | 0,10 %        | |
| 97     | Grèce                                        | 131 957 km2                                  | 0,09 %        | |
| 98     | Nicaragua                                    | 130 373 km2                                  | 0,09 %        | Premier pays d'Amérique centrale en superficie. |
| 99     | Corée du Nord                                | 120 538 km2                                  | 0,08 %        | |
| 100    | Malawi                                       | 117 726 km2                                  | 0,08 %        | |
| 101    | Érythrée                                     | 117 600 km2                                  | 0,08 %        | Inclut la région de Badmé. |
| 102    | Bénin                                        | 114 763 km2                                  | 0,08 %        | |
| 103    | Honduras                                     | 112 492 km2                                  | 0,08 %        | |
| 104    | Liberia                                      | 111 369 km2                                  | 0,07 %        | |
| 105    | Bulgarie                                     | 110 372 km2                                  | 0,07 %        | |
| 106    | Cuba                                         | 109 884 km2                                  | 0,07 %        | Premier pays des Caraïbes en superficie. |
| 107    | Guatemala                                    | 108 889 km2                                  | 0,07 %        | |
| 108    | Islande                                      | 103 000 km2                                  | 0,07 %        | |
| 109    | Corée du Sud                                 | 100 339 km2                                  | 0,07 %        | |
| 110    | Hongrie                                      | 93 022 km2                                   | 0,06 %        | |
| 111    | Portugal                                     | 92 226 km2                                   | 0,06 %        | Plus vieil État-nation d'Europe. Pays ayant les plus anciennes frontières terrestres internationales d'Europe et du monde encore en vigueur. |
| 112    | Jordanie                                     | 89 318 km2                                   | 0,06 %        | |
| 113    | Serbie                                       | 88 499 km2                                   | 0,06 %        | |
| 114    | Azerbaïdjan                                  | 86 600 km2                                   | 0,06 %        | |
| 115    | Autriche                                     | 83 882 km2                                   | 0,06 %        | |
| 116    | Émirats arabes unis                          | 71 024 km2                                   | 0,06 %        | |
| 117    | République tchèque                           | 78 870 km2                                   | 0,05 %        | |
| 118    | Panama                                       | 75 320 km2                                   | 0,05 %        | |
| 119    | Sierra Leone                                 | 72 300 km2                                   | 0,05 %        | |
| 120    | Irlande                                      | 69 825 km2                                   | 0,05 %        | |
| 121    | Géorgie                                      | 69 700 km2                                   | 0,05 %        | |
| 122    | Sri Lanka                                    | 65 610 km2                                   | 0,04 %        | |
| 123    | Lituanie                                     | 65 286 km2                                   | 0,04 %        | |
| 124    | Lettonie                                     | 64 573 km2                                   | 0,04 %        | |
| 125    | Svalbard et Jan Mayen                        | 62 422 km2                                   | 0,04 %        | Collectivité intégrale d'outre-mer du Royaume de Norvège. |
| 126    | Togo                                         | 56 785 km2                                   | 0,04 %        | |
| 127    | Croatie                                      | 56 594 km2                                   | 0,04 %        | |
| 128    | Bosnie-Herzégovine                           | 51 209 km2                                   | 0,03 %        | |
| 129    | Costa Rica                                   | 51 100 km2                                   | 0,03 %        | |
| 130    | Slovaquie                                    | 49 035 km2                                   | 0,03 %        | |
| 131    | République dominicaine                       | 48 671 km2                                   | 0,03 %        | |
| 132    | Estonie                                      | 45 227 km2                                   | 0,03 %        | |
| 133    | Suisse                                       | 41 291 km2                                   | 0,03 %        | |
| 134    | Bhoutan                                      | 38 394 km2                                   | 0,03 %        | |
| 135    | Pays-Bas                                     | 41 542 km2                                   | 0,03 %        | |
| 135    | Curaçao                                      | 444 km2                                      | 0,03 %        | |
| 135    | Aruba                                        | 180 km2                                      | 0,03 %        | |
| 135    | Saint-Martin                                 | 34 km2                                       | 0,03 %        | |
| 136    | République de Chine                          | 36 197 km2                                   | 0,02 %        | L'ONU ne fournit pas de données pour la République de Chine (Taïwan). |
| 137    | Guinée-Bissau                                | 36 125 km2                                   | 0,02 %        | |
| 138    | Moldavie                                     | 33 847 km2 (29 683 km2 sans la Transnistrie) | 0,02 %        | |
| 139    | Belgique                                     | 30 528 km2                                   | 0,02 %        | |
| 140    | Lesotho                                      | 30 355 km2                                   | 0,02 %        | |
| 141    | Arménie                                      | 29 743 km2                                   | 0,02 %        | |
| 142    | Îles Salomon                                 | 28 896 km2                                   | 0,02 %        | |
| 143    | Albanie                                      | 28 748 km2                                   | 0,02 %        | |
| 144    | Guinée équatoriale                           | 28 051 km2                                   | 0,02 %        | |
| 145    | Burundi                                      | 27 834 km2                                   | 0,02 %        | |
| 146    | Haïti                                        | 27 750 km2                                   | 0,02 %        | |
| 147    | Rwanda                                       | 26 338 km2                                   | 0,02 %        | |
| 148    | Macédoine du Nord                            | 25 713 km2                                   | 0,02 %        | |
| 149    | Djibouti                                     | 23 200 km2                                   | 0,02 %        | |
| 150    | Belize                                       | 22 965 km2                                   | 0,02 %        | |
| 151    | Israël                                       | 22 072 km2                                   | 0,01 %        | [ Note 44 ] |
| 152    | Salvador                                     | 21 041 km2                                   | 0,01 %        | Dernier pays d'Amérique centrale en superficie. |
| 153    | Slovénie                                     | 20 273 km2                                   | 0,01 %        | |
| 154    | Fidji                                        | 18 272 km2                                   | 0,01 %        | |
| 155    | Koweït                                       | 17 818 km2                                   | 0,01 %        | |
| 156    | Eswatini                                     | 17 363 km2                                   | 0,01 %        | |
| 157    | Timor oriental                               | 14 919 km2                                   | <0,01 %       | |
| 158    | Bahamas                                      | 13 940 km2                                   | <0,01 %       | |
| 159    | Monténégro                                   | 13 888 km2                                   | <0,01 %       | |
| 160    | Vanuatu                                      | 12 189 km2                                   | <0,01 %       | |
| 161    | Îles Malouines                               | 12 173 km2                                   | <0,01 %       | Territoire britannique d'outre-mer. |
| 162    | Qatar                                        | 11 637 km2                                   | <0,01 %       | |
| 163    | Gambie                                       | 11 295 km2                                   | <0,01 %       | Dernier pays d'Afrique continentale en superficie. |
| 164    | Jamaïque                                     | 10 991 km2                                   | <0,01 %       | |
| 165    | Kosovo                                       | 10 887 km2                                   | <0,01 %       | |
| 166    | Liban                                        | 10 452 km2                                   | <0,01 %       | Dernier pays d'Asie continentale en superficie. |
| 167    | Chypre                                       | 9 251 km2                                    | <0,01 %       | [ Note 45 ] |
| 168    | Porto Rico                                   | 8 868 km2                                    | <0,01 %       | Commonwealth des États-Unis. |
| 169    | Abkhazie                                     | 8 653 km2                                    | <0,01 %       | L'indépendance de l'Abkhazie est reconnue par quatre États membres de l'ONU. Son territoire est revendiqué par la Géorgie. |
| 170    | Palestine                                    | 6 020 km2                                    | <0,01 %       | |
| 171    | Brunei                                       | 5 765 km2                                    | <0,01 %       | |
| 172    | Trinité-et-Tobago                            | 5 127 km2                                    | <0,01 %       | |
| 173    | Transnistrie                                 | 4 163 km2                                    | <0,01 %       | La République moldave du Dniestr (ou Transnistrie) a déclaré son indépendance en 1991. Son territoire est revendiqué par la Moldavie. |
| 174    | Cap-Vert                                     | 4 033 km2                                    | <0,01 %       | |
| 175    | Géorgie du Sud-et-les îles Sandwich du Sud   | 3 903 km2                                    | <0,01 %       | Territoire britannique d'outre-mer. |
| 176    | Ossétie du Sud-Alanie                        | 3 900 km2                                    | <0,01 %       | L'indépendance de l'Ossétie du Sud est reconnue par quatre États membres de l'ONU. Son territoire est revendiqué par la Géorgie. |
| 177    | Samoa                                        | 2 842 km2                                    | <0,01 %       | |
| 178    | Luxembourg                                   | 2 586 km2                                    | <0,01 %       | |
| 179    | Comores                                      | 2 235 km2                                    | <0,01 %       | |
| 180    | Maurice                                      | 1 979 km2                                    | <0,01 %       | |
| -      | Hong Kong (Chine)                            | 1 114 km2                                    |               | Hong Kong est une région administrative spéciale de la Chine. |
| 181    | Sao Tomé-et-Principe                         | 964 km2                                      | <0,001 %      | |
| 182    | Îles Turques-et-Caïques                      | 948 km2                                      | <0,001 %      | Territoire britannique d'outre-mer. |
| 183    | Bahreïn                                      | 778 km2                                      | <0,001 %      | Dernier pays du Moyen-Orient et du monde arabe en superficie |
| 184    | Dominique                                    | 750 km2                                      | <0,001 %      | |
| 185    | Tonga                                        | 747 km2                                      | <0,001 %      | |
| 186    | Singapour                                    | 729 km2                                      | <0,001 %      | |
| 187    | Kiribati                                     | 726 km2                                      | <0,001 %      | |
| 188    | États fédérés de Micronésie                  | 702 km2                                      | <0,001 %      | |
| 189    | Sainte-Lucie                                 | 616 km2                                      | <0,001 %      | |
| 190    | Île de Man                                   | 572 km2                                      | <0,001 %      | Dépendance de la Couronne britannique. |
| 191    | Guam                                         | 541 km2                                      | <0,001 %      | Territoire organisé non incorporé au territoire des États-Unis. |
| 192    | Andorre                                      | 468 km2                                      | <0,001 %      | |
| 193    | Palaos                                       | 459 km2                                      | <0,001 %      | |
| 194    | Îles Mariannes du Nord                       | 457 km2                                      | <0,001 %      | Commonwealth des États-Unis. |
| 194    | Seychelles                                   | 457 km2                                      | <0,001 %      | Dernier pays d'Afrique en superficie. |
| 196    | Antigua-et-Barbuda                           | 442 km2                                      | <0,001 %      | |
| 197    | Barbade                                      | 431 km2                                      | <0,001 %      | |
| 198    | Saint-Vincent-et-les-Grenadines              | 389 km2                                      | <0,001 %      | |
| 199    | Îles Vierges des États-Unis                  | 347 km2                                      | <0,001 %      | Territoire organisé non incorporé au territoire des États-Unis. |
| 200    | Grenade                                      | 345 km2                                      | <0,001 %      | |
| 201    | Malte                                        | 315 km2                                      | <0,001 %      | Dernier pays en superficie de l'Union européenne. |
| 202    | Sainte-Hélène, Ascension et Tristan da Cunha | 308 km2                                      | <0,001 %      | Territoire britannique d'outre-mer |
| 203    | Maldives                                     | 300 km2                                      | <0,001 %      | Dernier pays d'Asie en superficie. |
| 204    | Îles Caïmans                                 | 264 km2                                      | <0,001 %      | Territoire britannique d'outre-mer. |
| 205    | Saint-Christophe-et-Niévès                   | 261 km2                                      | <0,001 %      | Dernière nation en superficie d'Amérique et de l'Hémisphère Ouest. |
| 206    | Niue                                         | 260 km2                                      | <0,001 %      | Gouvernement autonome en association libre avec la Nouvelle-Zélande. |
| 207    | Îles Cook                                    | 236 km2                                      | <0,001 %      | Gouvernement autonome en association libre avec la Nouvelle-Zélande. |
| 208    | Samoa américaines                            | 199 km2                                      | <0,001 %      | Territoire non organisé, non incorporé au territoire des États-Unis ; inclut Swains, réclamé par la Nouvelle-Zélande. |
| 209    | Îles Marshall                                | 181 km2                                      | <0,001 %      | |
| 210    | Liechtenstein                                | 160 km2                                      | <0,001 %      | |
| 211    | Îles Vierges britanniques                    | 151 km2                                      | <0,001 %      | Territoire britannique d'outre-mer |
| 212    | Jersey                                       | 116 km2                                      | <0,0001 %     | Dépendance de la Couronne britannique. |
| 213    | Montserrat                                   | 103 km2                                      | <0,0001 %     | Territoire britannique d'outre-mer. |
| 214    | Anguilla                                     | 91 km2                                       | <0,0001 %     | Territoire britannique d'outre-mer. |
| 215    | Guernesey                                    | 64 km2                                       | <0,0001 %     | Dépendance de la Couronne britannique. |
| 216    | Saint-Marin                                  | 61 km2                                       | <0,0001 %     | |
| 217    | Territoire britannique de l'océan Indien     | 60 km2                                       | <0,0001 %     | Territoire britannique d'outre-mer |
| 218    | Bermudes                                     | 54 km2                                       | <0,0001 %     | Territoire britannique d'outre-mer |
| 219    | Îles Pitcairn                                | 47 km2                                       | <0,0001 %     | Territoire britannique d'outre-mer |
| -      | Macao (Chine)                                | 33 km2                                       |               | Macao est une région administrative spéciale de la Chine. |
| 220    | Tuvalu                                       | 26 km2                                       | <0,0001 %     | |
| 221    | Nauru                                        | 21 km2                                       | <0,0001 %     | En superficie, la dernière île nation du monde, dernière république du monde et dernier pays d'Océanie. |
| 222    | Gibraltar                                    | 6 km2                                        | <0,00001 %    | Territoire britannique d'outre-mer En superficie, le dernier territoire ayant sa propre monnaie. |
| 223    | Monaco                                       | 2,08 km2                                     | <0,00001 %    | En superficie, le dernier pays d'Europe et du monde ayant un littoral. |
| 224    | Vatican                                      | 0,44 km2                                     | <0,000001 %   | En superficie, le dernier pays d'Europe et du monde. |

## Incertitudes sur le classement

### Chine et États-Unis
La plupart des sources concernent, pour la Chine, le territoire contrôlé par la République populaire de Chine, sans inclure Taïwan, et, pour les États-Unis, le territoire couvert par les cinquante États et le District de Columbia.
Dans ce cadre, le classement respectif de la Chine et des États-Unis dépend du mode de calcul. D'une part, le territoire contrôlé par la Chine inclut des territoires contestés tels que l'Aksai Chin et la vallée de Shaksgam, dont la prise en compte peut influer sur le calcul de la superficie du pays. D'autre part et surtout, le classement dépend de l'inclusion ou non des eaux côtières et territoriales :
- l'Encyclopædia Britannica attribue une superficie de 9 526 468 km2 aux États-Unis[40] et de 9 572 900 km2 à la Chine[41], celle-ci étant donc donnée comme légèrement plus vaste. La superficie attribuée aux États-Unis inclut les eaux intérieures et les Grands Lacs, mais pas les eaux côtières (109 362 km2) ni les eaux territoriales (195 213 km2). En incluant les eaux côtières et territoriales, on obtiendrait une superficie de 9 831 043 km2, mais la comparaison avec la Chine n'est pas possible car ces chiffres détaillés ne sont pas disponibles ;
- le CIA World Factbook attribue en revanche aux États-Unis une superficie totale de 9 826 675 km2 et une superficie terrestre de 9 161 966 km2[42]. Il donne à la Chine une superficie totale de 9 596 960 km2 et une superficie terrestre de 9 326 410 km2[43]. Le classement entre les deux pays dépend alors du chiffre que l'on retient ;
- l'Organisation des Nations unies propose actuellement[Quand ?] des chiffres proches de la « superficie totale » du CIA World Factbook, en attribuant une superficie de 9 833 517 km2[44] aux États-Unis et une superficie de 9 596 961 km2 à la Chine[réf. nécessaire]. Elle attribuait toutefois précédemment[Quand ?] aux États-Unis une superficie de 9 629 091 km2 seulement[45].

En 2019, l’ONU arrondit la superficie de la République populaire de Chine à 9 600 000 km2 (hors Hong Kong 1 106 km2, Macao 30 km2 et Taïwan).
Il apparaît donc que :
- la superficie terrestre de la Chine, sans les eaux intérieures, serait de 9 326 410 km2 et sa « superficie totale » serait d'environ 9 600 000 km2, sans que l'on puisse préciser si cette superficie totale inclut tout ou partie des eaux côtières et territoriales ;
- la superficie terrestre des États-Unis, sans les eaux intérieures, serait de 9 161 966 km2. Sa superficie avec eaux intérieures serait de 9 526 468 km2 et sa superficie totale, y compris les eaux côtières et territoriales, serait de 9 830 000 km2 environ.